# David IX de Georgia
David IX fue rey de Georgia del 1346 al 1360. Era hijo único de Jorge el Brillante, al que sucedió en 1346.  Se casó con Sindukhtar, hija de Kvarkvare II Djakéli, atabek de Samtskhé. Hacia 1355 asoció al trono a su hijo Bagrat V, que le sucedió tras su muerte en 1360.

## Reinado
Ascendió al trono a la muerte de su padre, Jorge V, en 1346. Sin embargo, la estabilidad y la prosperidad dejadas al reino por su padre no duraron, ya que la peste negra barrió la  zona en 1348, diezmando la población y produciendo una severa crisis económica.
- Datos: Q887107
- Multimedia: David IX / Q887107